# 天然繊維
天然繊維（てんねんせんい、英: natural fiber）は、繊維の形状が人工的に作られたものでないものの総称。天然繊維はさらに植物繊維・動物繊維・鉱物繊維に分類される。なお、物理的操作や化学的操作が加わる場合でも、それが単純でもとの植物中にあった状態で繊維となっている場合は天然繊維に分類される。

## 分類

### 植物繊維
- 木綿
- 麻
- リネン

### 動物繊維
動物繊維に分類されるものには獣毛と絹がある。
- 獣毛
  - 羊毛
  - カシミヤ
- 絹

### 鉱物繊維
鉱物繊維に分類されるものは石綿のみとなっている。
- 石綿